# Trachyphonus purpuratus
Trachyphonus purpuratus е вид птица от семейство Либиеви (Lybiidae).

## Разпространение
Видът е разпространен в Ангола, Бенин, Бурунди, Камерун, Централноафриканска република, Република Конго, Демократична република Конго, Кот д'Ивоар, Екваториална Гвинея, Габон, Гана, Гвинея, Кения, Либерия, Нигерия, Руанда, Сиера Леоне, Южен Судан, Того и Уганда.